# Château Baglioni
Le château Baglioni est un château situé dans la commune de Civitella Messer Raimondo, province de Chieti, dans les Abruzzes.

## Histoire
Malgré de nombreuses modifications et l'absence de documents concernant la fondation du château, il semble qu'il ait été fondé au XVIIIe siècle, lorsque les Baglioni s'installèrent à Civitella Messer Raimondo.

## Caractéristiques

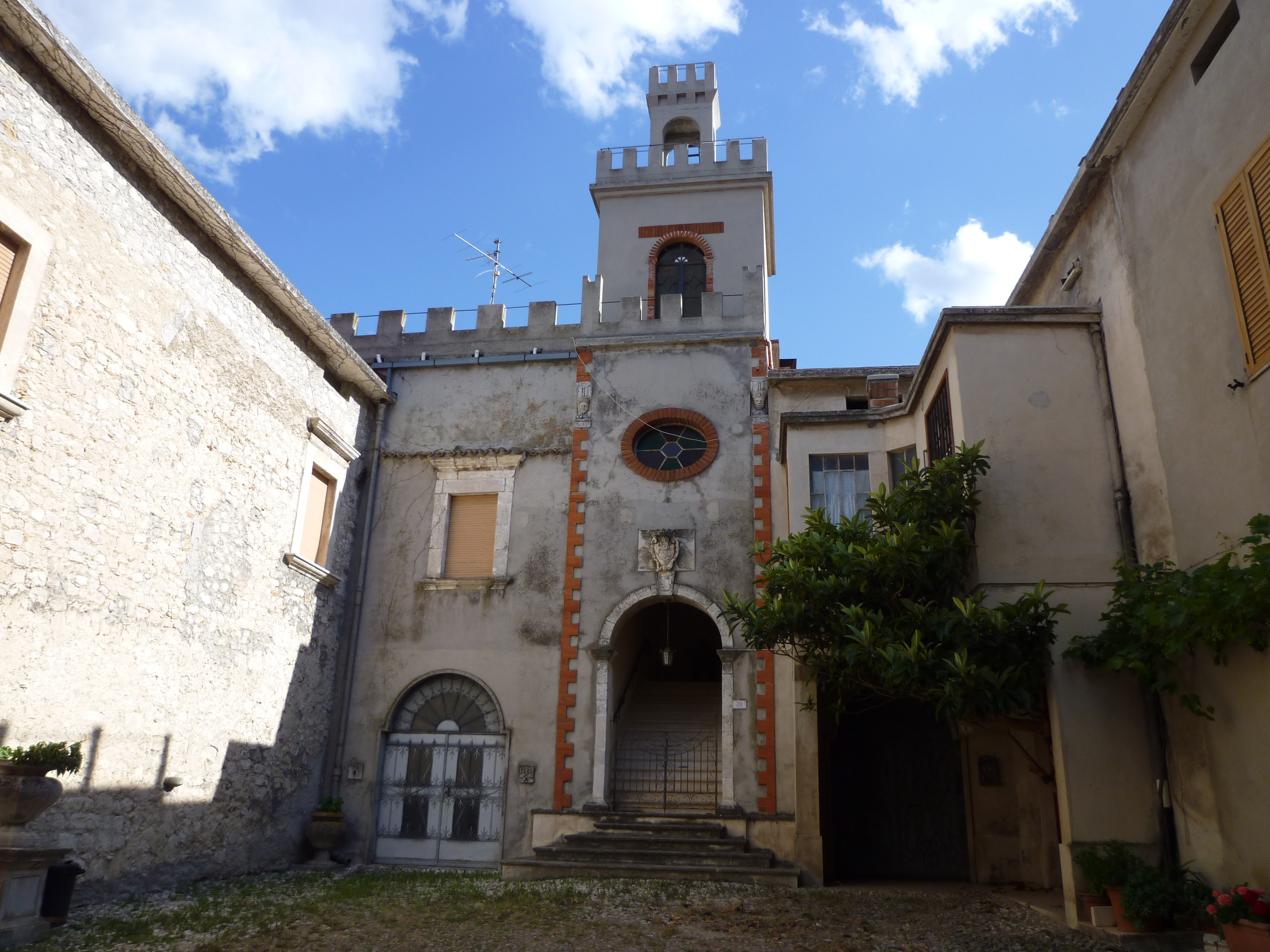
Tourelle sur la cour intérieure

Il a un plan quadrangulaire, tandis que la cour a une forme presque rectangulaire. Un bastion est situé sur le côté est. Il est composé de deux niveaux. La façade est constituée de pierres d'angle et s'étend sur sept axes. Le bloc d'entrée est légèrement en avant par rapport au reste de la façade. La tour sur la façade est en brique, reposant sur des consoles en pierre, tandis que le reste du bastion est en pierre. Le portail est réalisé avec de la pierre provenant de la Maiella. Au-dessus du portail, un balcon repose sur des consoles. À travers le vestibule et une voûte en berceau fresquée, on accède à la cour du palais où, parallèlement à la façade, s'élève une autre tour (peut-être une tour de guet).